# Jacob van Baux
Jacob van Baux (overleden op 17 juli 1383) was van 1374 tot aan zijn dood vorst van Tarente en titelvoerend keizer van het Latijnse Keizerrijk en van 1380 tot aan zijn dood vorst van Achaea. Hij behoorde tot het huis Baux.

## Levensloop
Jacob was de zoon van Frans van Baux, hertog van Andria, en diens echtgenote Margaretha, dochter van vorst Filips I van Tarente. In 1373 werd hij tot de erfopvolger benoemd van zijn kinderloze oom, vorst Filips II van Tarente. Dit liet Jacob toe om het vorstendom Tarente in het koninkrijk Napels te erven, evenals het vorstendom Achaea in Griekenland en de titulaire functie van keizer van het Latijnse Keizerrijk.
Na het overlijden van Filips II in 1374 besloten de meeste edelen in het vorstendom Achaea echter koningin Johanna I van Napels als nieuwe vorstin te erkennen. Ook confisqueerde ze alle Italiaanse bezittingen van Jacob en zijn vader Frans en verbande ze hen uit Napels. Jacob ging in ballingschap naar Korfoe, terwijl zijn vader naar Avignon ging. Vanuit Korfoe nam hij de strijd op tegen koningin Johanna I van Napels en door de verwanten van Filips II van Tarente werd hij voorgedragen als rivaliserende kandidaat voor het vorstendom Achaea. In 1376 of 1377 verpandde Johanna het vorstendom Achaea voor vijf jaar aan de Hospitaalridders voor 4.000 dukaten per jaar.
In een poging om Achaea op te eisen huurde Jacob de diensten van de Navarrese Compagnie in en in 1380 kon hij met hun steun het grootste deel van Messenië en de steden Androusa en Kalamáta veroveren. De complete controle over het vorstendom Achaea kon hij echter pas verwerven na het overlijden van koningin Johanna I van Napels in 1382, toen hij de enige legitieme pretendent was van het vorstendom. Vanaf dan droeg Jacob de titels van "Vorst van Tarente en Achaea" en "Despoot van Roemenië".
Op 26 september 1382 huwde hij met Agnes (1345-1388), dochter van hertog Karel van Durazzo en weduwe van heer Cansignorio della Scala van Verona. Het huwelijk diende om zijn alliantie met koning Karel III van Napels te verstevigen. Het huwelijk bleef kinderloos en duurde nog geen jaar aangezien Jacob in juli 1383 stierf. 